# The Wake (revista em quadrinhos)
The Wake é uma série limitada de revistas em quadrinhos publicada pela editora americana DC Comics, através de sua linha editorial Vertigo, entre maio de 2013 e julho de 2014, com 10 edições. Escrita por Scott Snyder e ilustrada por Sean Murphy, a série aborda como a Dra. Lee Archer, uma renomada bióloga marinha, é contratada pelo governo americano para investigar a origem de uma misteriosa criatura marinha encontrada. A partir da investigação, é apresentada uma trama que se estende por séculos, questionando a própria origem da humanidade, com Snyder fazendo uso de diferentes gêneros literários através das edições.
Em 2014, a série e os profissionais envolvidos acumularam cinco indicações ao Eisner Awards: A série seria indicada na categoria "Melhor Série Limitada", saindo vencedora; Snyder, à categoria "Melhor Escritor"; Murphy receberia duas indicações, uma à categoria "Melhor Artista", e outra, em conjunto com Jordie Bellaire, para a categoria "Melhor Artista de Capas", mas venceria apenas a primeira; Matt Hollingsworth, o colorista, seria indicado à categoria "Melhor Colorização".